# 他加禄新闻报

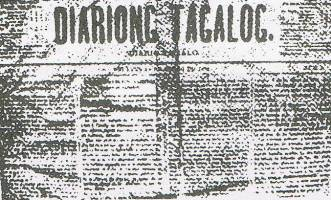

《他加禄新闻报》是第一份以他加禄语出版的报纸。马塞洛·德尔皮拉尔1882年创办于马尼拉。该报率先宣传反殖民思想，报道了许多西班牙公职人员滥用职权的丑闻。由于其高度的政治敏感性，自7月1日创刊起只发行了六个月就被西班牙殖民当局查禁，德尔皮拉尔也被迫流亡国外。黎剎曾撰写一篇题为《爱国的热忱》（Amor Patrio）的文章，由德尔皮拉尔译成他加禄文发表于8月20日的该报。该报关闭后，《向导》、《自由报》等一批他加禄文社会抗争报纸相继创立，最终诱发了1896年的菲律宾革命。